# I Signori del Caos
I signori del caos è un gioco di ruolo fantasy edito dalla Black Out Editrice nel 1983 e creato da Auro Miselli e Franco Tralli, al quale hanno collaborato Fabio Cavalieri, Roberto Della Casa, Giovanni Maselli, Moreno Muzzarelli e Marco Saltarin. L'illustrazione a colori della scatola e lo studio grafico del titolo sono di Dino Marsan, mentre quelle in bianco e nero dei tabelloni e dei fascicoli all'interno, sono di Roberto Bonadimani, Giuseppe Festino e Franco Tralli.  È il primo gioco di ruolo pubblicato in lingua italiana: benché forse progettato dopo Kata Kumbas, arrivò in pubblicazione alcuni mesi prima. La seconda edizione del gioco venne pubblicata nel 1988 e attualmente è fuori produzione. Come tutti i giochi di ruolo e non degli ottanta è un titolo ricercato da collezionisti e appassionati. 
Il 1/7/2023 viene annunciata una nuova edizione, questa volta prodotta da Litissea sotto l'etichetta Crimson Studies Creations. Gli autori della terza edizione sono Andrea Cortellazzi (già noto per Figli dell'Olocausto, sempre edito da Black Out Editrice) e Marco Borghi, con in ritorno sulle scene di Auro Miselli. 
Il sistema di gioco presenta importanti somiglianze con quello dell'Original Dungeons & Dragons e di Advanced Dungeons & Dragons e anche con altri giochi statunitensi come il sistema Basic Role Playing di Chaosium, o il gioco Dragonquest della SPI. Oltre alla scatola base, l'editore produsse una scatola di espansione, una di ambientazione (Arret) e numerose avventure, inizialmente in piccolo formato con copertine in bianco e nero e poi passate a quello tradizionale con copertina a colori. 
A I signori del caos venne dedicata una fanzine, Oracolo (da non confondersi con l'omonima rivista dedicata ai giochi di carte collezionabili) e successivamente Black Out Editrice iniziò la pubblicazione di una rivista professionale, Crom, curata da Roberto Di Meglio e dedicata ai giochi in generale ma con significativo spazio per questo gioco.